# 若大駅
若大駅（ヤクテえき）は大韓民国京畿道富川市にかつて存在した大韓民国鉄道庁金浦線の駅である。正確な開業日は不明である。

## 隣の駅
韓国鉄道公社
金浦線
富川駅 - 若大駅 - 金浦駅